# Frédérique Meininger
Frédérique Meininger est une actrice française.

## Filmographie partielle

### Cinéma
- 1970 : Le Fou de Claude Goretta : Simone
- 1975 : Flic Story de Jacques Deray : Mado
- 1977 : Des enfants gâtés de Bertrand Tavernier
- 1977 : Diabolo menthe de Diane Kurys : la professeur de sciences
- 1978 : La Vocation suspendue de Raoul Ruiz : Mère Angélique no 2
- 1980 : Cocktail Molotov de Diane Kurys
- 1980 : Bobo la tête de Gilles Katz : la concierge
- 1982 : Mille milliards de dollars de Henri Verneuil
- 1986 : Autour de minuit de Bertrand Tavernier : la mère de Francis
- 1989 : La Vie et rien d'autre de Bertrand Tavernier : Mme Lebègue
- 1992 : L'Amant de Jean-Jacques Annaud : la mère
- 1998 : Serial Lover de James Huth : Mme Francine
- 2000 : Meilleur Espoir féminin de Gérard Jugnot : Mme Pigrenez
- 2002 : La Vérité sur Charlie de Jonathan Demme : Mme du Lac
- 2007 : Les Yeux bandés de Thomas Lilti : Monique

### Télévision
- 1966 : Jean-Luc persécuté de Claude Goretta : Christine
- 1968 : Les Enquêtes du commissaire Maigret de Claude Barma, épisode : Félicie est là, (ep. 6) : Félicie
- 1971 : L'homme d'Orlu de Jacques Krier [1]
- 1972 : Talleyrand ou Le sphinx incompris : Germaine de Staël
- 1976 : Messieurs les jurés : L'Affaire Cleurie de Jacques Krier
- 1977 : Les Procès témoins de leur temps de Jeannette Hubert épisode La preuve par cinq : Jeanne Weber.
- 1979 : Le Dernier Train de Jacques Krier
- 1981 : Le Cheval vapeur de Maurice Failevic
- 1989 : Les Enquêtes du commissaire Maigret, épisode : Jeumont, 51 minutes d'arrêt de Gilles Katz
- 1991 : L'Alerte rouge de Gilles Katz : Bernadette
- 1992 : Le Cerf-volant de Jean-Paul Roux : Marcelle
- 1996 : Le Dernier Chant de Claude Goretta : Anna